# Щеколдина, Александра Эдуардовна
Алекса́ндра Эдуа́рдовна Щеко́лдина (род. 11 июля 2002) — российская гимнастка. Мастер спорта международного класса по спортивной гимнастике. По состоянию на 2018 год включена в основной состав сборной команды России по этому виду спорта.

## Биография

### 2016
На первенстве России среди юниоров 2016 года, выступая в разряде КМС, заняла 2-е место в командном многоборье, 2-е место в личном многоборье, 1-е место в опорном прыжке, 4-е место на разновысоких брусьях, 2-е место на бревне и 4-е место в вольных упражнениях.

### 2017
На первенстве России среди юниоров 2017 года заняла 7-е место на разновысоких брусьях.
На проходившем в московском спорткомплексе «Олимпийский» в декабре 2017 года XXIV турнире по спортивной гимнастике на кубок Михаила Воронина гимнастка завоевала золото в личном многоборье среди юниорок. Россия (представляемая занявшими первое место у юниорок Щеколдиной и первое место у сеньорок Ангелиной Мельниковой) в итоге завоевала золото в командном первенстве.

### 2019
В марте 2019 года в составе сборной России (Александра Щеколдина, Ангелина Мельникова, Дарья Белоусова, Ангелина Симакова и Ксения Клименко) завоевала командное серебро на Командном кубке вызова (англ. Team Challenge Cup) в Штутгарте.